# Monoaminhypotesen
Monoaminhypotesen är en hypotes som formulerades 1965 av Schildkraut. Hypotesen säger att depression orsakas av en brist i monoamintransmittorer i centrala nervsystemet medan mani orsakas av en alltför stor mängd. Hypotesen utvecklades därför att man behandlade försöksdjur med läkemedel som påverkade den neurobiologiska överföringen i hjärnan, och observerade att deras symptom liknade de mänskliga vid depression.